# Энен-Бомон-2 (кантон)
Энен-Бомон-2 (фр. Hénin-Beaumont-2) — кантон во Франции, находится в регионе О-де-Франс, департамент Па-де-Кале. Входит в состав округа Ланс.

## История
Кантон образован в результате реформы 2015 года. В его состав вошли упраздненные кантоны Лефоре и Энен-Бомон и коммуна Дрокур.

## Состав кантона
В состав кантона входят коммуны (население по данным Национального института статистики за 2018 г.):
- Дрокур (2 924 чел.)
- Курсель-ле-Лан (7 918 чел.)
- Лефоре (7 232 чел.)
- Нуайель-Годо (5 828 чел.)
- Эвен-Мальмезон (4 588 чел.)
- Энен-Бомон (16 751 чел.) (центральные и южные кварталы)

## Политика
На президентских выборах 2022 г. жители кантона отдали в 1-м туре Марин Ле Пен 47,5 % голосов против 20,0 % у Жана-Люка Меланшона и 17,0 % у Эмманюэля Макрона; во 2-м туре в кантоне победила Ле Пен, получившая 65,2 % голосов. (2017 год. 1 тур: Марин Ле Пен – 44,1 %, Жан-Люк Меланшон – 21,6 %, Эмманюэль Макрон – 14,5 %, Франсуа Фийон – 7,8 %; 2 тур: Ле Пен – 60,2 %. 2012 год. 1 тур: Марин Ле Пен — 33,5 %, Франсуа Олланд — 27,4 %, Николя Саркози — 15,3 %; 2 тур: Олланд — 59,8 %).
С 2021 года кантон в Совете департамента Па-де-Кале представляют мэр города Энен-Бомон Стив Бриуа (Steeve Briois) и депутат Национального собрания Франции Марин Ле Пен (Marine Le Pen) (оба — Национальное объединение).
|                | Кандидаты                      | Партия                   | Первый тур | Первый тур     | Второй тур | Второй тур |
| Кол-во голосов | Кандидаты                      | Партия                   | % голосов  | Кол-во голосов | % голосов  |            |
| -------------- | ------------------------------ | ------------------------ | ---------- | -------------- | ---------- | ---------- |
|                | Стив Бриуа Марин Ле Пен        | Национальное объединение | 6 084      | 61,09          | 6 071      | 59,72      |
|                | Магали Брюйан Кристиан Мюзьяль | Разные левые             | 2 984      | 29,96          | 4 095      | 40,28      |
|                | Готье Вэнман Катя Солтизьяк    | Непокорённая Франция     | 518        | 5,20           |            |            |
|                | Заина Игдим Арно Косбюр        | Прочие                   | 373        | 3,75           |            |            |

|                | Кандидаты                      | Партия                      | Первый тур | Первый тур     | Второй тур | Второй тур |
| Кол-во голосов | Кандидаты                      | Партия                      | % голосов  | Кол-во голосов | % голосов  |            |
| -------------- | ------------------------------ | --------------------------- | ---------- | -------------- | ---------- | ---------- |
|                | Аурелия Бенё Кристофер Щюрек   | Национальный фронт          | 6 793      | 49,44          | 7 469      | 53,78      |
|                | Сабин ван Эг Жан Урбаньяк      | Разные левые                | 4 000      | 29,11          | 6 420      | 46,22      |
|                | Эдит Блёзе-Карлье Оливье Фишер | Левый фронт                 | 1 362      | 9,91           |            |            |
|                | Сара Бенкеннуа Кевен Пети      | Союз за народное движение   | 839        | 6,11           |            |            |
|                | Магали Брюйян Самир эль Аббауи | Европа Экология — «Зелёные» | 746        | 5,43           |            |            |